# Neptis metanira
Neptis metanira är en fjärilsart som beskrevs av Holland 1892. Neptis metanira ingår i släktet Neptis och familjen praktfjärilar. Inga underarter finns listade i Catalogue of Life.